# Damir Kreilach
Damir Kreilach (* 16. April 1989 in Vukovar) ist ein kroatischer Fußballspieler. Nachdem er den Großteil seiner Karriere in der zweiten Bundesliga bei Union Berlin sowie anschließend in der nordamerikanischen Major League Soccer verbracht hat, steht er seit Sommer 2025 wieder bei seinem Jugendclub HNK Rijeka unter Vertrag.

## Karriere

### Im Verein
Kreilach wechselte 2008 aus der Jugend in die erste Mannschaft von HNK Rijeka. Sein Debüt in der 1. HNL bestritt er am 30. April 2008, dem 27. Spieltag der Saison 2007/08. Beim 5:2-Sieg über Međimurje Čakovec wurde er in der 65. Minute eingewechselt. Seinen ersten Treffer erzielte er per Kopf am 11. April 2009, dem 25. Spieltag beim 4:1-Sieg über NK Varaždin. Unter anderem spielte er mit HNK Rijeka auch auf internationaler Ebene im UI-Cup und in der Qualifikation zur UEFA Europa League. Zur Saison 2013/14 wechselte Kreilach in die deutsche 2. Fußball-Bundesliga zum 1. FC Union Berlin. Ab der Saison 2014/15 war er über längere Zeit Mannschaftskapitän.
Nach 5 Jahren in der Hauptstadt löste er am 7. Februar 2018 seinen Vertrag mit den „Eisernen“ auf und unterschrieb beim US-amerikanischen Erstligisten Real Salt Lake. Nach fünf Jahren in Utah wechselte er Anfang 2024 innerhalb der MLS zu den Vancouver Whitecaps. Mit der Canadian Championship 2024 konnte Kreilach mit den Whitecaps auch seinen ersten Titel gewinnen. 
Im Juli 2025 kehrte Kreilach zurück nach Kroatien zu seinem Jugendverein HNK Rijeka.

### Nationalmannschaft
Für die kroatische U-19-Auswahl debütierte er am 24. Mai 2008 beim 2:2 im Spiel gegen die deutsche U-19. Für die U-21-Nationalmannschaft bestritt er einige Spiele in der Qualifikation zur U-21-Europameisterschaft 2011, bei der er in der Partie gegen die norwegische U-21 sein erstes Tor für Kroatien beim 4:1-Sieg erzielte.

## Titel
- Kanadischer Meister: 2024